# Jean-Marie van Staveren
Jean-Marie van Staveren (Rotterdam, 21 maart 1946) is een Nederlandse schilder en beeldhouwer.

## Leven en werk
Van Staveren volgde van 1979 tot 1984 een opleiding aan de Academie voor Beeldende Vorming Amersfoort en de Hogeschool voor de Kunsten Utrecht. Ook volgde zij de propedeuse kunstgeschiedenis en archeologie van de faculteit der Letteren aan de Rijksuniversiteit Utrecht. Van 1986 tot 2010 was zij als docente verbonden aan de basisopleiding van de Hogeschool voor de Kunsten in Utrecht. In 1994 had zij haar eerste tentoonstelling in het Genootschap Kunstliefde in Utrecht.
Van Staveren is voornamelijk werkzaam als schilder, maar sinds het begin van de jaren tachtig begon zij ook keramiek te maken en te beeldhouwen. Zij is een  bewonderaar van het werk van Lucian Freud en van Francis Bacon  Haar werk past tussen het abstract expressionisme en de Cobrabeweging, de twee stromingen die de kunstwereld na de Tweede Wereldoorlog domineerden. Haar werk kenmerkt zich door het gebruik van tertiaire kleuren en felle kleuren. Onderwerpen zijn onder andere figuratieve voorstellingen, imaginaire portretten en geabstraheerde landschappen.
Van Staveren woont en werkt in Spanje (Callosa d'En Sarrià) en in Nederland (Soesterberg).
Haar werk heeft onderdak gevonden in bedrijfscollecties en in particuliere verzamelingen. In Madrid werd haar werk geëxposeerd tijdens de Premio de Pintura. In 2000 werd Van Staveren genomineerd door het internetplatform voor uitleen en verkoop van kunst ArtOlive voor de KunstPrijs 2000.

## Prijzen
- 1999: B.J. Kerkhof Prijs voor haar complete "oeuvre.
- 1986: Boellaard Prijs van het Genootschap Kunstliefde Utrecht.